# Sofja Magariłł
Sofja Zinowjewna Magariłł (ros. Со́фья Зино́вьевна Магарилл; ur. 5 kwietnia 1900, zm. 15 października 1943) – radziecka aktorka filmowa. Zasłużona Artystka RFSRR (1935). Uczennica FEKS-u. Żona radzieckiego reżysera filmowego Grigorija Kozincewa.

## Wybrana filmografia
- 1927: Kastuś Kalinowski jako panna Jadwiga
- 1927: Sojusz wielkiej sprawy jako Wiszniewska
- 1929: Nowy Babilon jako aktorka Tamara Makarowa
- 1930: Miasta i lata
- 1934: Porucznik Kiże
- 1938: Wrogowie jako Tatjana Ługowa
- 1941: Maskarada jako baronowa Sztral
- 1942: Mordercy wychodzą na drogę jako Marta

## Nagrody i odznaczenia
- 1935: Zasłużony Artysta RFSRR